# Handan, Handan
Handan, även romaniserat Hantan, är ett härad som lyder under Handans stad på prefekturnivå i Hebei-provinsen i norra Kina.